# Johanna Döbereiner
Johanna Liesbeth Kubelka Döbereiner (28. listopadu 1924 Ústí nad Labem – 5. října 2000 Seropédica) byla brazilská agronomka, původem Česká Němka. Specializovala se na půdní biologii, významně přispěla k rozvoji biologického zemědělství v Brazílii.
Narodila se v Ústí nad Labem v rodině Českých Němců. Jejím otcem byl chemik a profesor Německé univerzity v Praze Paul Kubelka, matkou Margarethe Schönhöfer. Měla jednoho bratra. Po konci druhé světové války byli rodiče internováni, její matka v internačním táboře zemřela. O Johannu se starali její prarodiče na statku. Otec byl v září 1945 propuštěn a rehabilitován. Rodina se přestěhovala do Českého Brodu, kde otec pracoval jako vědec. Otec chtěl s rodinou emigrovat to USA a požádal si o vízum. Úřady však jeho vystěhování jako specialisty nechtěly dovolit, proto se s rodinou přesunul do Bavorska.
Johanna v Německu vystudovala agronomii na Mnichovské univerzitě, tam také potkala svého budoucího manžela Jürgena Döbereinera, který byl studentem medicíny a kterého si v roce 1950 vzala. V roce 1951 se přestěhovali do Brazílie. V roce 1956 Johanna získala brazilské občanství.
V Brazílii nejprve studovala bakterie Azospirillum a další rody bakterií, který zvyšují výnosy v zemědělství. Později hrála důležitou roli v pěstování sójy, když prosazovala přechod na její odrůdy, které využívají biologickou fixaci dusíku. Její zásluhou je nyní v Brazílii mnoho sójových plantáží, které k zásobováním dusíkem používají bakterie rodu Rhizobia a nepotřebují tak umělá hnojiva. Brazílie je přitom největším světovým producentem sóji a sója je často využívána jako krmivo pro zvířata.
V době svého úmrtí byla nejcitovanější brazilskou vědkyní. V roce 1996 byla nominována na Nobelovu cenu za chemii. V roce 1994 navštívila Českou republiku a za Brazilskou akademii věd podepsala dohodu o mezinárodní vědecké spolupráci s Akademií věd České republiky.